# Thornewood
Thornewood è una proprietà situata presso Lakewood, Washington. La tenuta è composta da tre edifici, tra cui Thornewood Castle, che è stato costruito dal mattone di una casa dismessa del XV secolo importata dall'Inghilterra. Il castello è stato usato come set per la miniserie di Stephen King Rose Red.
Gli edifici sono stati elencati nel National Register of Historic Places nel 1982 ed ora sono un bed and breakfast.

## Set cinematografico
La proprietà è stata usata come set per i seguenti film e miniserie televisive:
- The Eyes of the Totem (1927)
- Rose Red (Rose Red) (2002) Miniserie TV
- Il diario di Ellen Rimbauer (The Diary of Ellen Rimbauer) (2003) Film TV
- Il petroliere (There Will Be Blood) (2007)